# Île Béring
Pour les articles homonymes, voir Béring.
 (février 2014).
Si vous disposez d'ouvrages ou d'articles de référence ou si vous connaissez des sites web de qualité traitant du thème abordé ici, merci de compléter l'article en donnant les références utiles à sa vérifiabilité et en les liant à la section « Notes et références ».
L'île Béring (en russe : Остров Беринга, Ostrov Beringa) est une île russe de la mer de Béring, située par 55° de latitude  nord et 166°15' de longitude est, à 181 kilomètres à l'est-sud-est du mys (cap) Afrika, sur la péninsule du Kamtchatka. Longue d'environ 90 km et large d'environ 24 km, elle est la plus grande des îles Komandorski.
Ses collines sont dénuées d'arbres. La ville de Nikolskoïe abrite 600 à 800 habitants, dont environ 300 Aléoutes. L'activité principale est la pêche.
L'île tire son nom de l'explorateur Vitus Béring qui s'y échoua avec l'équipage du Sviatoï Piotr. Il y meurt de maladie le 19 décembre 1741 rongé par les fièvres.

## Description
Avec ses 95 km de long sur 15 km de large pour une superficie de 1 667 km2,, c'est la plus grande et la plus occidentale des îles Komandorski ; ces îles font partie de la réserve naturelle Komandorsky Zapovednik.
Connue comme le "joyau caché de la frontière maritime entre les États-Unis et la Russie", l'île Béring est dépourvue d'arbres, presque déserte et connaît des conditions météorologiques extrêmes, notamment des vents violents, un brouillard persistant et des tremblements de terre. Aujourd'hui, le village de Nikolskoïe compte 600 habitants, dont environ trois cents sont des Aléoutes. La population de l'île est surtout active dans le secteur de la pêche.
À 4 km de la côte nord-ouest de l'île de Béring se trouve la petite île de Toporkov. C'est une île ronde avec un diamètre de 800 m.

## Histoire

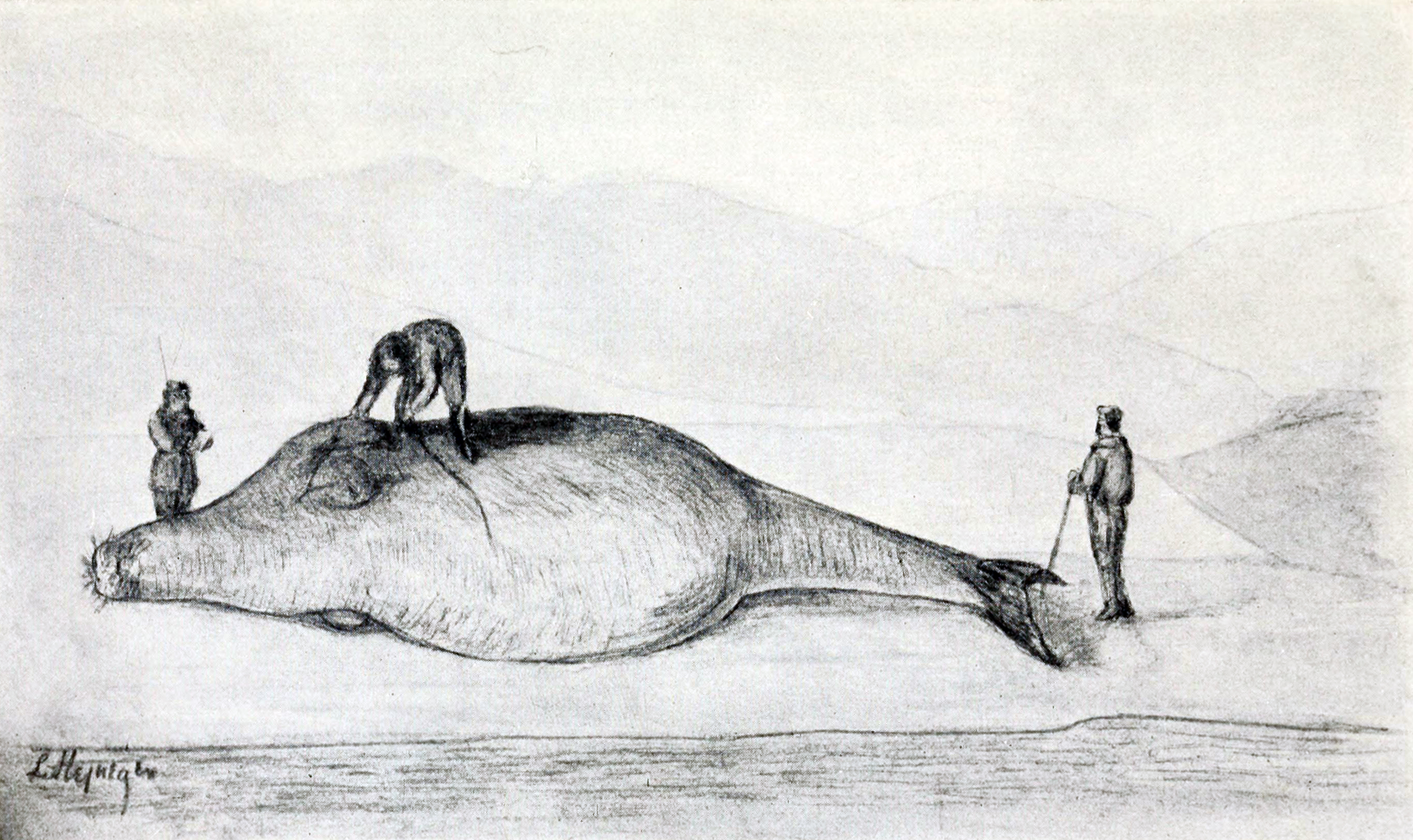
Georg Wilhelm Steller et ses compagnons mesurant le corps d'une rhytine de Steller en 1742 (reconstitution)

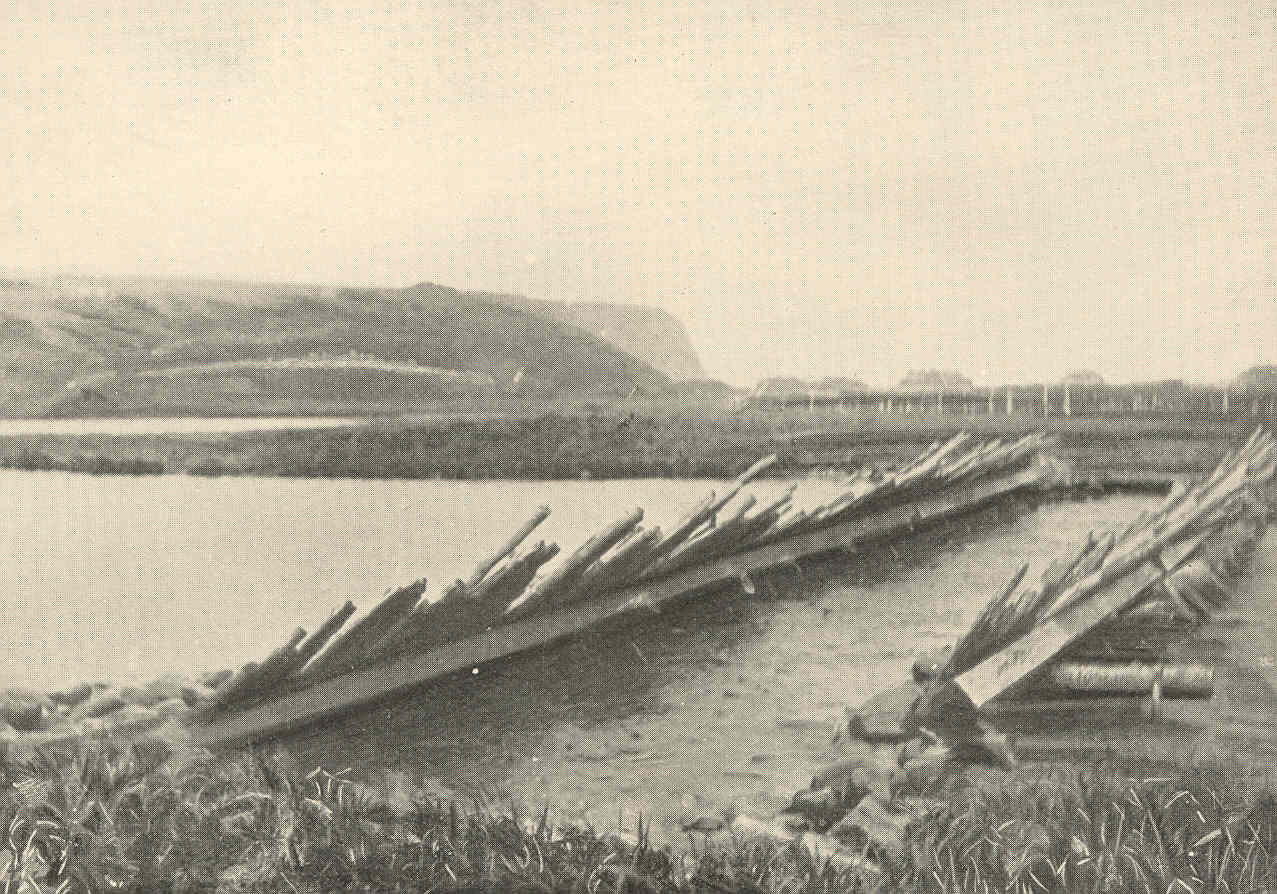
Barrage de saumons sur la rivière Sarana en 1897

En 1741, le commandant Vitus Béring, qui navigue sur le Svyatoy Pyotr (Saint-Pierre) pour le compte de la marine russe, y fait naufrage avec 28 de ses hommes et meurt du scorbut. Son navire est détruit par des tempêtes au retour d'une expédition qui a permis la découverte de l'Alaska continental et des îles Aléoutiennes. Les survivants, sous le commandement du lieutenant suédois Sven Waxell, restent bloqués sur l'île pendant 10 mois et réussissent à y survivre en tuant phoques et oiseaux. Ils arrivent à construire un bateau à partir de leur épave échouée et parviennent à retourner à Petropavlovsk-Kamtchatski sur la péninsule du Kamtchatka en 1742 avec des fourrures de loutres de mer et de la viande conservée de l'île nouvellement découverte.
Georg Wilhelm Steller, un autre survivant de l'expédition, réussit à convaincre ses compagnons de manger des algues marines (ce qui leur permet d'échapper au scorbut). Steller explore l'île de Béring et catalogue sa faune, y compris la rhytine de Steller qui va s'éteindre ensuite en trois décennies à cause de la chasse intensive pour sa viande. Le point culminant de l'île (751 mètres) est ainsi nommé en l'honneur du naturaliste d'origine allemande.
En 1743, Emilien Basov débarque sur l'île de Béring pour chasser la loutre de mer, initiant une occupation humaine plus prolongée de l'île et sa destruction écologique. Des Promychlenniki commencent à traverser la mer de Béring, passant d'île en île pour finalement atteindre l'Alaska. En 1825, la Compagnie russe d'Amérique transfère des familles aléoutes de l'île Attu à l'île Béring pour y chasser, et un autre groupe de colons aléoutes et métis suit l'année suivante, établissant de la sorte la première habitation humaine permanente connue sur l'île Béring.
Après la vente aux États-Unis, en 1867, de l'Alaska et des îles Aléoutiennes, l'île Béring est placée sous la juridiction de Petropavlovsk-Kamtchatski. La population passe de 110 personnes en 1827 (17 Russes, 45 Aléoutes et 48 métis) à plus de 300 personnes en 1879. En 1990, après 170 ans de séparation et de perte des traditions culturelles, un groupe d'Aléoutes de Nikolskoye rencontre un autre groupe d'Aléoutes d'Alaska dans la capitale du Kamtchatka et est surpris de pouvoir encore communiquer dans l'ancienne langue aléoute. En raison de leur isolement, comme aux îles Pribilof qui sont maintenant en Alaska, on utilise les Aléoutes pour étudier la génétique.

## Climat
| Mois                                  | jan.     | fév.       | mars       | avril      | mai       | juin      | jui.      | août      | sep.      | oct.      | nov.       | déc.       | année          |
| ------------------------------------- | -------- | ---------- | ---------- | ---------- | --------- | --------- | --------- | --------- | --------- | --------- | ---------- | ---------- | -------------- |
| Température minimale moyenne (°C)     | −5,2     | −5,2       | −4         | −1,6       | 1,4       | 4,5       | 8,1       | 10        | 8,2       | 3,8       | −0,8       | −4         | 1,3            |
| Température moyenne (°C)              | −3,1     | −3,2       | −2         | −0,1       | 2,8       | 5,9       | 9,3       | 11,3      | 9,9       | 5,7       | 1,1        | −2,1       | 3              |
| Température maximale moyenne (°C)     | −1,6     | −1,7       | −0,5       | 1,3        | 4,6       | 7,8       | 11        | 12,9      | 11,5      | 7,2       | 2,6        | −0,6       | 4,5            |
| Record de froid (°C) date du record   | −21 2001 | −23,5 1903 | −21,9 2001 | −13,9 1903 | −9,6 1915 | −2,3 1936 | −0,5 1923 | −0,1 1929 | −2,9 1934 | −8,5 1928 | −15,4 1899 | −19,9 1914 | −23,5 1903     |
| Record de chaleur (°C) date du record | 5,4 1956 | 5,1 2014   | 8,8 1929   | 10,2 2013  | 13,6 2010 | 21,5 1938 | 21,4 2007 | 21 1989   | 18,5 2011 | 13,1 2021 | 9,2 1950   | 7,4 2016   | 21,5 30/6/1938 |
| Ensoleillement (h)                    | 31       | 56,5       | 99,2       | 120        | 102,3     | 84        | 74,4      | 108,5     | 123       | 111,6     | 54         | 27,9       | 992,4          |
| Précipitations (mm)                   | 63       | 53         | 46         | 39         | 38        | 32        | 39        | 63        | 71        | 91        | 82         | 62         | 679            |
| Nombre de jours avec précipitations   | 13,8     | 12,7       | 11,4       | 9,6        | 7,7       | 6,2       | 7,6       | 10,4      | 10,8      | 14,2      | 15         | 15,1       | 134,5          |

| Diagramme climatique                                  |            |          |           |          |          |         |          |           |          |           |          |
| J                                                     | F          | M        | A         | M        | J        | J       | A        | S         | O        | N         | D        |
| −1,6−5,263                                            | −1,7−5,253 | −0,5−446 | 1,3−1,639 | 4,61,438 | 7,84,532 | 118,139 | 12,91063 | 11,58,271 | 7,23,891 | 2,6−0,882 | −0,6−462 |
| Moyennes : • Temp. maxi et mini °C • Précipitation mm |            |          |           |          |          |         |          |           |          |           |          |

## Nature
Les environs de l'île Béring sont aujourd'hui une réserve de biosphère, connue pour la diversité de sa faune et de sa flore, en particulier les mammifères marins. Les rives de l'île forment un habitat naturel pour les loutres de mer, et leur population semble maintenant stable, contrairement à celle d'autres îles Aléoutiennes, et bien qu'elles aient été chassées jusqu'à presque disparaître de l'île Béring en 1854, à peine plus d'un siècle après la découverte de l'île. Les lions de mer de Steller passent l'été dans cette île, mais les rhytines de Steller, qui se nourrissaient des algues autour de l'île, ont été tuées jusqu'à la dernière et ont disparu en 1768.
L'île Béring est également célèbre depuis longtemps pour ses colonies de phoques, notamment l'otarie à fourrure du Nord, le phoque commun et le phoca largha, même si la population s'est réduite à seulement deux colonies totalisant 3 000 phoques en 1913 (deux ans après la signature de la Convention sur la préservation et la protection des phoques à fourrure dans le Pacifique Nord), particulièrement après le campagne de 20 ans de Hutchinson, Kohl et de la Compagnie de San Francisco, qui avait permis de ramener plus de 800 000 fourrures.
Les espèces de baleines observées dans les eaux environnantes comprennent le cachalot, l'orque, plusieurs espèces de baleines à bec, la baleine à bosse et la baleine franche du Pacifique Nord. Les marsouins fréquentent également ces eaux.

L'île de Béring compte également de nombreux oiseaux de mer. L'UNESCO a noté que 203 espèces d'oiseaux ont été observées sur les îles Komandorski, dont 58 y nichent. Les macareux moines sont abondants, mais le cormoran de Pallas a disparu vers 1850. Les deux espèces de renards arctiques qui ont tourmenté l'équipage de Béring en 1741 ont subsisté. Les humains ont introduit des rennes, des visons d'Amérique et des rats dans l'île, ce qui a eu des effets négatifs sur la faune indigène.

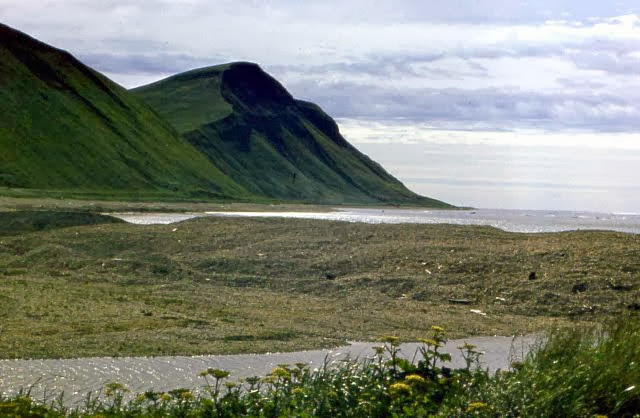
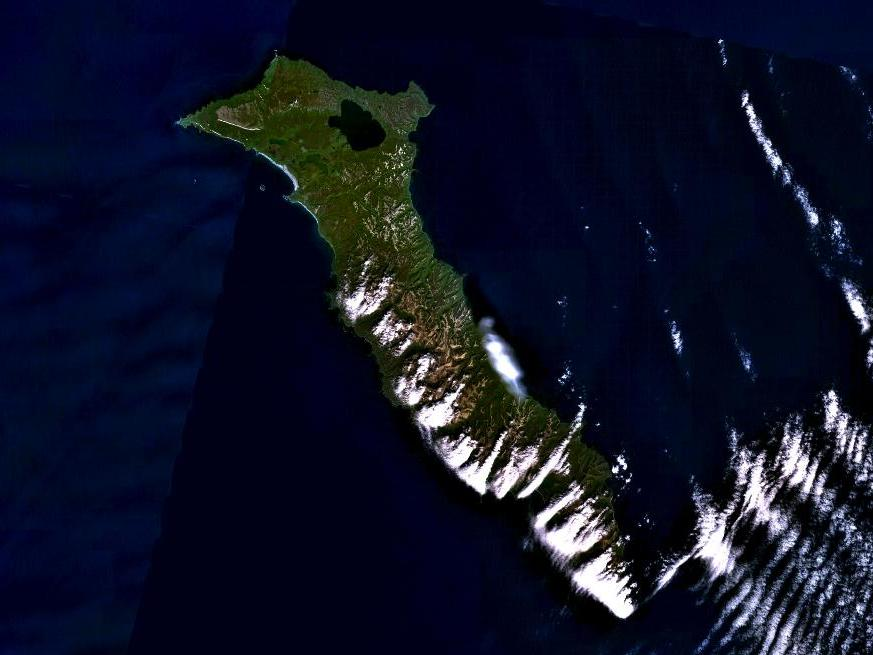
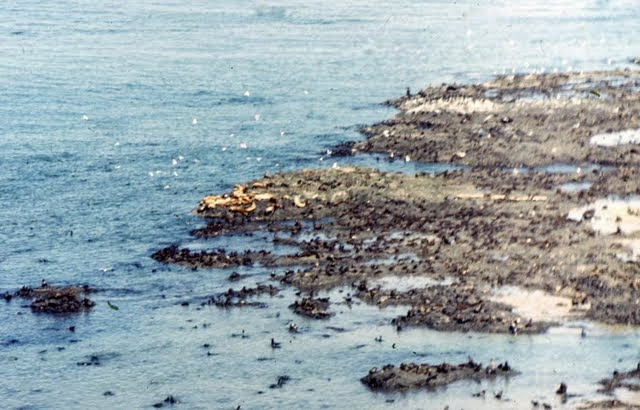
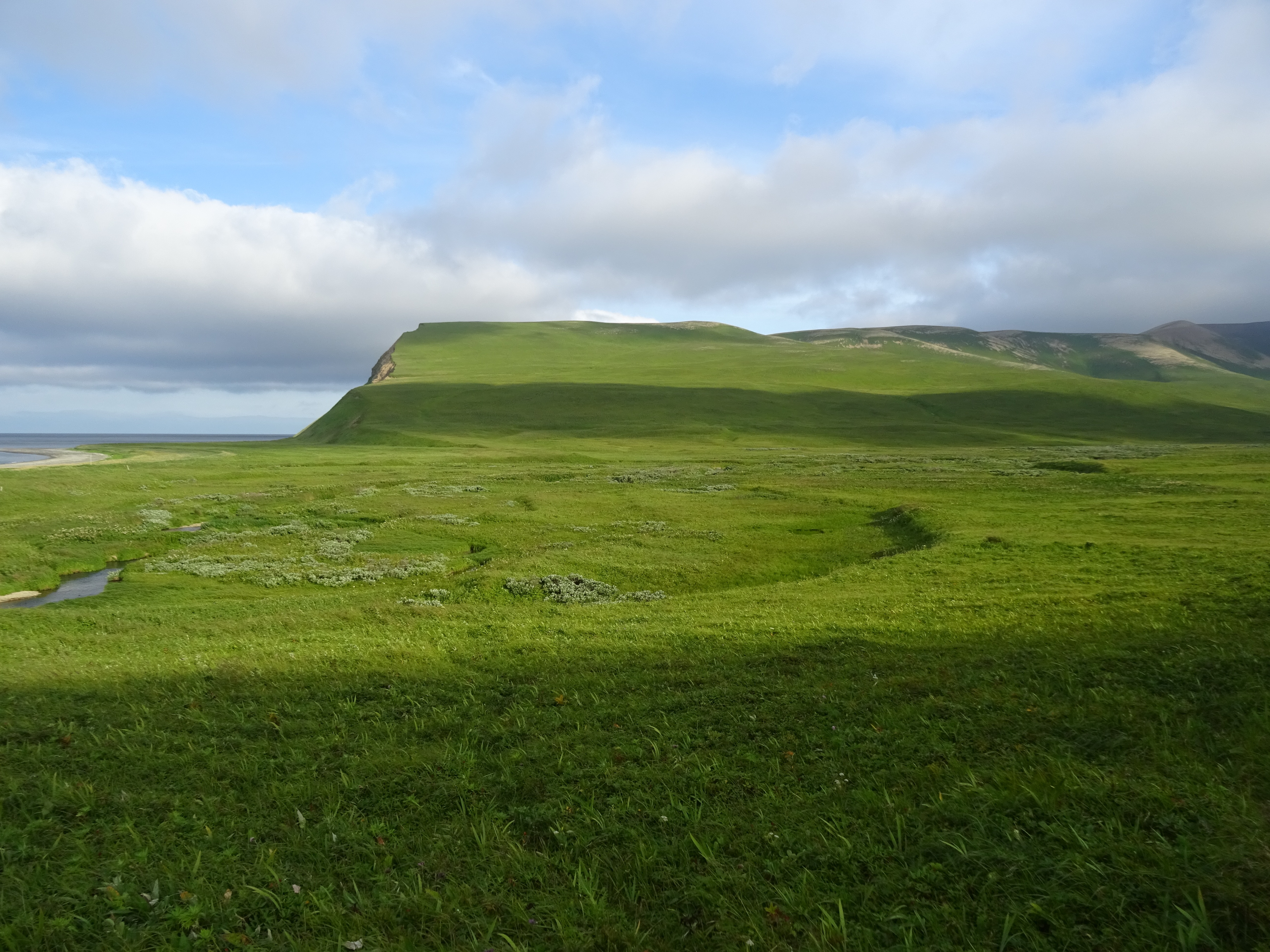
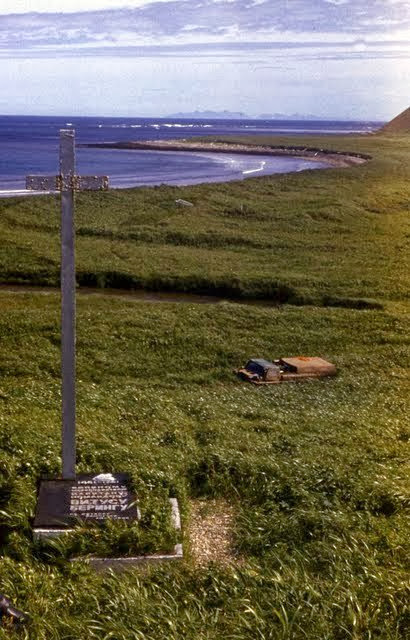